# Operculicarya borealis
Operculicarya borealis är en sumakväxtart som beskrevs av U. Eggli. Operculicarya borealis ingår i släktet Operculicarya och familjen sumakväxter. Inga underarter finns listade i Catalogue of Life.